# Nortegas
Nortegas es un grupo energético  español que suministra gas natural y GLP a empresas y particulares. Para ello, realiza actividades de distribución de gas a través de una red de más de 8.000 km de longitud en las comunidades autónomas de País Vasco, Asturias y Cantabria. 
Desde 2017 pertenece a un consorcio formado por JP Morgan Infraestructure, Swiss Life y Abu Dhabi Investment Council.

## Historia
Hidroeléctrica del Cantábrico, que se había hecho, tras la guerra civil española, con la propiedad de la Sociedad Popular Ovetense (propietaria de la Fábrica de gas de Oviedo) y la Compañía Popular de Gas y Electricidad de Gijón, se adjudicó la privatización, en marzo de 2003, de Naturcorp, que era en 2002 una empresa pública propiedad del Ente Vasco de la Energía que agrupaba las participaciones de cuatro sociedades gasistas públicas dedicadas a la distribución de gas natural en el País Vasco: el 79,5% de Gas de Euskadi, el 50% de Bilbogas, el 50% de Gasnalsa y el 49% de Donostigas, y que el Gobierno Vasco decidió privatizar, lo que se realizó mediante un concurso público. Hidrocantábrico se adjudicó la privatización tras presentar una oferta mejor valorada que la de los otros tres grupos que llegaron a la fase final, Iberdrola, Gas Natural y la italiana Enel. Hidrocantábrico fusionó la empresa Gas de Asturias, de la que era propietario, con Naturcorp, consolidanddo en una sola empresa todas sus participaciones gasistas (noviembre de 2003). Gas de Asturias, fundada en 1987, había absorbido en 2002 la empresa Gas Figueres, y también se integró en Naturcorp. 
El grupo portugués Energías de Portugal (EDP) se hizo en julio de 2004 con una participación del 95% de Hidrocantábrico, por lo que pasó a controlar Naturcorp, y en 2005 cambió su denominación por Naturgas.
En 2016, EDP se hizo con el 100% del accionariado de la compañía, al comprar al EVE el 5% de acciones que le quedaban de Naturgas.
En 2017, EDP vendió Naturgas a un consorcio formado por Morgan Asset Management (filial de JP Morgan Chase), Abu Dhabi Investment Council y Swiss Life Asset Managers por un valor de 2.591 euros, y en 2018 la empresa cambia de nombre a Nortegás.

## Patrocinio deportivo
La empresa patrocinó un equipo ciclista aficionado, filial del profesional Euskadi, llamado EUS, afincado en la provincia de Álava.